# .30-06 Springfield
O .30-06 Springfield (em linguagem coloquial "trinta-zero-meia" - "thirty-aught-six") ou 7,62×63 mm em notação métrica e denominado ".30 Gov't '06" pela Winchester, é um cartucho de fogo central de rifle que foi introduzido no Exército dos Estados Unidos em 1906 e posteriormente padronizado; permaneceu em uso até o final da década de 1970. 
O ".30" refere-se ao calibre do projétil em polegadas, equivalente a (7,62 mm); o "06" refere-se ao ano em que o cartucho foi adotado, 1906. 
O .30-06 Springfield substituiu os cartuchos .30-03, o 6mm Lee Navy e o .30-40 Krag. O .30-06 permaneceu como cartucho padrão para rifles e metralhadoras do Exército dos EUA por quase 50 anos antes de ser substituído pelos 7,62×51mm NATO e 5,56×45mm NATO, ambos os quais permanecem em serviço atual nos EUA e na OTAN. 
O .30-06 Springfield continua sendo um cartucho de uso esportivo muito popular, com munições produzidas por todos os principais fabricantes.

## Histórico
No início da década de 1890, os militares dos EUA adotaram o cartucho de pólvora sem fumaça .30-40 Krag. A versão de 1894 desse cartucho usava um projétil de ponta redonda de 220 grãos (14 g). Por volta de 1901, os EUA começaram a desenvolver um cartucho experimental sem aro para uma ação Mauser com carregador. Isso levou ao desenvolvimento do cartucho de serviço sem aro .30-03 de 1903 que usou a mesma bala de ponta redonda de 220 grãos (14 g) do Krag. O .30-03 atingiu uma velocidade de saída do cano de 2.300 pés/s (700 m/s).
Muitos militares europeus no início do século XX estavam adotando projéteis mais leves (cerca de 150 a 200 grãos (9,7 a 13,0 g)), cartuchos de serviço de maior velocidade, com  rojéteispontiagudaos (spitzer): na França em 1898 (8mm Lebel Balle D spitzer 198 grãos (12,8 g) com a chamada "boat-tail" "cauda de barco"), na Alemanha em 1903 (7,92×57mm Mauser 153 grãos (9,9 g) S Patrone), Rússia em 1908 (7,62×54mmR Lyokhkaya pulya " rojétilleve") e Grã-Bretanha em 1910 (.303 British Mark VII 174 grãos (11,3 g)). Consequentemente, o cartucho de serviço de ponta arredondada dos EUA .30-03 estava ficando para trás.

## Armas de fogo usando o cartucho .30-06 nos EUA
- M1903/M1903A3, fuzil por ação de ferrolho usando clipes de tira Mauser licenciados.
- M1917 Enfield fuzil, carregado por clipes de tira estilo Mauser.
- Gatling gun: Algumas Gatling guns foram convertidas para o .30-06.
- Hotchkiss M1909 Benét-Mercié:  Algumas metralhadoras leves Benét–Mercié foram convertidas para o .30-06.
- M1918 Chauchat: Os EUA usaram algumas Chauchats no .30-06 e no 8mm Lebel.
- Lewis gun: Os EUA usaram algumas Lewis guns no .30-06 na 1ª e na 2ª Guerras Mundiais.
- M1917 machine gunrefrigerada a água.
- Metralhadora M1919, metralhadora M37, e metralhadora aeronáutica AN/M2, refrigerada a ar e carregada por cinta de pano ou de metal.
- Metralhadora M1918 Browning, carregada por carregador de cofre destacável de 20 munições
- Metralhadora Marlin: Similar à Metralhadora Colt–Browning ('Potato Digger'), mas sem o pistão oscilante 'digger' (substituído por ação de gás linear), e usada principalmente em aviões.
- M1 Garand, carregado com um clip do tipo Mannlicher en bloc.
- Fuzil Johnson M1941, alimentado por um carregador rotativo interno, alimentado por clipes de tira.
- M1941 Johnson LMG, alimentada por carregador.

## Fuzis famosos feitos com calibre.30-06
- M1 Garand
- Browning Automatic Rifle
- Springfield M1903
- A metralhadora média Browning M1919